# سه اشگفتان سبزی
سه اشگفتان سبزی یک روستا در ایران است که در بخش سردشت شهرستان دزفول در استان خوزستان واقع شده‌است.

## جمعیت
این روستا در دهستان سردشت قرار دارد و براساس سرشماری مرکز آمار ایران در سال ۱۳۸۵، جمعیت آن ۲۳ نفر (۴ خانوار) بوده‌است.